# 10 000 (číslo)
10 000 (deset tisíc) je přirozené číslo. Předchází mu číslo 9 999 a následuje číslo 10 001. Jde o první pěticiferné číslo.

## V astronomii
- Asteroid 10000 Myriostos

## V geografii
- Země 10 000 jezer je přezdívka pro Minnesotu.
- Ten Thousand Islands je přírodní rezervace.
- Údolí deseti tisíc kouřů na Aljašce.
- 10000trails.com je cestovní organizace.

## Ve fyzice
- 10 000 km/s je rychlost rychlého neutronu.
- Myria je zastaralá předpona pro faktor 104.

## V hudbě
- 10 000 Maniacs je americká rocková kapela.
- 10 000 Days je název čtvrtého studiového alba od Tool.
- Ten Thousand Fists je album od Disturbed.
- 10 000 Reasons je křesťanské album z roku 2013 od Matta Redmana.
- 10 000 Gecs je název druhého studiového alba amerického experimentálního dua 100 gecs.
- Ten Thousand Men of Harvard je bojová píseň Harvardovy univerzity.
- 10 000 Reasons (Bless the Lord) je singl z roku 2013 od Matta Redmana.
- Ten Thousand Strong je píseň americké power metalové skupiny Iced Earth.